# Romanizzazione (storia)
Per romanizzazione o latinizzazione, nel significato storico dei termini, si intendono diversi processi, come acculturazione, integrazione ed assimilazione delle popolazioni vinte in guerra dai Romani. Romanizzandosi, volontariamente o sotto il giogo della forza, i vinti entravano a far parte della civiltà romana, che generalmente non fustigava e non obbligava le popolazioni autoctone all'uso della lingua, del diritto e della religione romana, ma concedeva una ampia gamma di autonomie, tollerate sulla base di rapporti di alleanza, federalismo e fiducia.
I rapporti di Roma con le singole numerose popolazioni, dapprima italiche poi dell'intero bacino del Mediterraneo erano regolati dal Senato e da trattati che determinavano la condizione dei popoli subordinati, solitamente a seconda del tipo di rapporto stabilito con gli interessi di Roma. Si distinguono in tal senso popolazioni dediticie e foederate. Le prime, sconfitte a seguito di guerra, accettavano la resa e le condizioni imposte dal Senato, che si riservava la proprietà del territorio e della popolazione; le seconde, in virtù di un antico rapporto di alleanza e di pace con Roma, erano considerate come alleate, dovevano quindi fornire aiuto all'esercito e, in cambio della protezione e supervisione politica, avevano diritto all'assistenza militare romana: si trattava, in buona sostanza, di una federazione con lo stato romano.
Spesso le città ed i popoli furono conquistati in un contesto bellico; ma, una volta subentrata la pace imposta dai vincitori, i vinti conservavano appunto la maggior parte dei loro usi, e da nemici diventavano alleati, anche se nel passaggio avevano perso non pochi uomini, uccisi o asserviti, e spesso perdevano una parte del loro territorio che veniva requisito e/o ridistribuito. La romanizzazione non interveniva che in un secondo momento, attraverso un processo di integrazione economica, politica e culturale che si svolgeva in un arco di tempo comprendente più generazioni.

## Processo di romanizzazione
L'esistenza stessa di un 'processo' di diffusione della romanizzazione è motivo di discussione tra gli archeologi moderni. Uno dei primi approcci, che si può considerare l'approccio 'tradizionale' odierno, è quello di Francis Haverfield, secondo il quale il processo si instaura subito dopo la conquista romana (come nella Britannia o nella Gallia) attraverso una politica di accrescimento della popolazione 'Romana' della provincia attuato mediante la fondazione di colonie. Nelle colonie si sarebbe parlato latino e sarebbero state abitate da cittadini romani, riconosciuti tali per la permanenza in carica nell'esercito. Secondo Haverfield tutto ciò avrebbe avuto un effetto 'romanizzante' sulle comunità indigene.
Questa linea di pensiero, sebbene fosse alimentata dagli standard imperialisti e dai cambiamenti culturali dell'inizio del XX secolo, costituisce la base per la moderna comprensione della romanizzazione. Tuttavia, studi recenti hanno formulato modelli alternativi sull'adozione della cultura romana da parte delle popolazioni indigene, ma non hanno quantificato la misura in cui venne accettata o respinta:
- Modello non-interventista[2]: l'élite delle popolazioni indigene è stata incoraggiata ad accrescere il proprio prestigio sociale attraverso l'associazione con il potente conquistatore nell'abbigliamento, il linguaggio, l'alimentazione e l'alloggio, garantendogli un potere associato. Un sistema di amministrazione civile viene instaurato permettendo di consolidare rapidamente la stabilizzazione della dominazione romana.
- Identità differenziata[3]: non c'è uniformità di identità che si può descrivere con esattezza come 'romanizzazione' tradizionale. Differenze fondamentali all'interno di una provincia sono percepibili in economia, religione ed identificazione. I nativi non sono tutti favorevoli a Roma, né l'élite cerca di assomigliare alla borghesia romana.
- Acculturazione[4] : aspetti di entrambe le culture, nativa e romana, vengono a fondersi. Questo si può notare nell'adozione e nell'accettazione romana di pratiche religiose estranee al periodo classico. L'inclusione di Iside, Epona, Britannia e di Giove Dolicheno nel pantheon ne costituisce la prova.
- Creolizzazione[5]: la romanizzazione deriva dalla concorrenza tra diversi elementi di società non-egualitarie. La cultura materiale è pertanto ambigua.

La romanizzazione non è un processo ben definito di accettazione culturale. Questo paradigma è abusato e confuso; definizioni differenti impediscono qualsiasi applicazione utile del concetto. La critica principale di quest'idea è che essa poggia sull'attribuzione arbitraria di definizioni, come romano e nativo, a vari elementi culturali e materiali, senza basarsi su un ragionamento solido a supporto. Non riuscendo a spiegare altro, la romanizzazione dovrebbe essere impiegata solo come uno strumento concettuale con cui prendere in esame le province romane, e non come un processo archeologicamente verificabile.

## Conseguenze della romanizzazione
Tutto questo è culminato lentamente in molti sviluppi graduali:
- l'adozione dei nomi romani.
- l'adozione graduale della lingua latina. Questo processo venne facilitato dal semplice fatto che molti popoli, in particolare i Galli e gli Iberi, erano in gran parte analfabeti, e chiunque volesse confrontarsi (attraverso la scrittura) con la burocrazia e con il mondo romano era obbligato a scrivere in latino. L'ampiezza di tale adozione è tuttora oggetto di discussione, visto che dopo la conquista i nativi continuavano certamente a parlare la propria lingua. Inoltre, nella metà orientale dell'Impero, il latino doveva competere con il greco che aveva mantenuto in gran parte la sua posizione come lingua franca e si era persino diffuso in nuove aree. Il latino divenne importante in alcune zone attorno alle nuove colonie come Berytus, l'antica Beirut.
- la sostituzione delle antiche leggi tribali col diritto romano, e con l'istituzione del diritto di proprietà.
- la diffusione di istituzioni tipicamente romane come le terme romane, il culto dell'imperatore e i combattimenti gladiatorii.

A tempo debito, i vinti si sarebbero sentiti pienamente Romani.
Questo processo è stato sostenuto sia in epoca repubblicana che in epoca imperiale.
L'intero processo è stato facilitato dal fatto che molte delle lingue locali avevano la stessa origine indoeuropea e dalla comunanza degli dei di molte culture antiche. Avevano inoltre già avuto rapporti commerciali e contatti reciproci attraverso le culture marinare del Mediterraneo, come i Fenici ed i Greci.
La romanizzazione risultò maggiormente efficace nella parte occidentale dell'impero, dove le civiltà indigene erano meno sviluppate. Nell'Oriente ellenizzato, le antiche civiltà come quelle dell'antico Egitto, della Mesopotamia, della Giudea e della Siria ne furono poco permeate, a parte alcuni effetti superficiali. Quando l'impero fu suddiviso, a Oriente, dove la cultura greca era fiorita, l'impero bizantino fu contraddistinto dalla forza crescente della cultura e della lingua greca, in particolare a scapito della lingua latina e di altre "influenze romane", anche se i suoi cittadini continuavano a considerarsi Romani a tutti gli effetti.
La Britannia fu certamente romanizzata, ma il suo livello di romanizzazione fu inferiore a quello della Gallia, soprattutto a causa della assai minore immigrazione di coloni, soldati e personale amministrativo di origine italica a causa del clima relativamente meno gradevole, e la cultura romana venne rapidamente meno dopo l'invasione anglosassone della Britannia. Le regioni maggiormente romanizzate dell'Impero furono l'Italia, l'Iberia, la Gallia, la Dalmazia e la Dacia. La romanizzazione nella maggior parte di queste regioni mostra comunque un'accentuata influenza culturale in molti aspetti della vita odierna così forte che questi sono indicati come "paesi latini". Questo è maggiormente evidente in quei paesi europei in cui si parlano le lingue derivate dal latino e nelle ex colonie che hanno ereditato la lingua e altre influenze romane. A titolo di esempio, basti pensare che il territorio della Dacia, colonizzato massicciamente dai soldati e dai coloni dell'imperatore Traiano, fu profondamente romanizzato e mantenne queste caratteristiche nonostante fosse rimasto solo per poco più di 140 anni sotto il dominio romano e successivamente invaso per secoli da popoli germanici, slavi ed ugrofinnici; mentre la stessa cosa non accadde in Britannia, rimasta provincia romana per quasi 400 anni.